# Eutelia adoratrix
Eutelia adoratrix — вид лускокрилих комах з родини Euteliidae.

## Поширення
Вид поширений у Південно-Східній Європі, у Туреччині та на Близькому Сході. В Україні трапляється в Криму. Мешкає в сухих і теплих чагарниках на покинутих сільськогосподарських угіддях, узбіччях доріг або гарах.

## Спосіб життя
Метелики з’являються в одному або двох поколіннях між травнем і серпнем. Личинки живляться чагарниками з родини Anacardiaceae. Трапляються поодинці або невеликими групами на кущі і тримаються на нижній стороні листя. 